# Hôpital Saint-Paul à Saint-Rémy
L'Hôpital Saint-Paul à Saint-Rémy (ou encore le Jardin de l'Hôpital Saint-Paul) est une peinture à l'huile sur toile (58 x 45 cm) réalisée en 1889 par Vincent van Gogh. Elle est conservée au musée d'Orsay à Paris.

## Description
L'œuvre représente un homme devant l'asile de Saint-Rémy. Vincent parle de cette peinture dans la Lettre 613.
Pendant son temps de repos, Vincent était autorisé à peindre, même en dehors de l'hôpital, accompagné d'un infirmier.